# Peromyia clandestina
Peromyia clandestina är en tvåvingeart som beskrevs av Jaschhof 2004. Peromyia clandestina ingår i släktet Peromyia och familjen gallmyggor. Inga underarter finns listade i Catalogue of Life.